# پرتگاه‌سرخسان
پرتگاه‌سرخسان (نام علمی: Woodsiaceae) نام یک تیره از راسته بسپایک‌سانان است.